# Петар Мишић
Петар Мишић (Рајац, 21. март/2. април 1863 — Беч, 29. мај 1921) био је српски официр и политичар, генерал Војске Краљевине Србије и Војске Краљевине Срба, Хрвата и Словенаца, као и предавач на Војној академији у Београду. Био је један од предводника Мајског преврата 1903. године, због чега је пензионисан 1906. године на захтев из иностранства. Тада је постао члан Народне радикалне странке и биран је за посланика Народне скупштине Краљевине Србије из неготинског краја. На Солунском процесу 1917. године против првака Црне руке, био је председник судског већа.

## Биографија

### Образовање и рана каријера
Рођен је 21. марта, односно 2. априла 1863. године у Рајцу код Неготина. Гимназију је похађао у Зајечару и Београду, а 1882. године уписује Војну академију у Београду, коју завршава 1885. године са чином инжињеријској потпоручника. Као водник Шумадијске дивизије, борио се у Српско-бугарском рату 1885. године. Као државни питомац, боравио је на усавршавању у Николајевској генералштабној академији у Русији, од 1887. до 1891. године.
Између 1892. и 1896. године је био помоћник и начелник штаба Дунавске, а касније Дринске дивизијске области. У чин генералштабног капетана је унапређен 1895. године, а наредне године постаје командант пешадијског батаљона. У то време је постао предавач на Војној академији у Београду, где се прочуо као заговорник револуционарних метода и диктатуре. Како је то одговарало ауторитарном моделу владавине династије Обреновић, важио је за њиховог миљеника. Командовао је Дванаестим, Петнаестим и Шестим пешадијским пуком.

### Мајски преврат
Уз пуковника Александра Машина, тада командант Шестог пешадијског пука потпуковник Мишић је био један од највиших заверених официра против краљевског пара последњих Обреновића - краља Александра и краљице Драгиње. Два дана уочи Мајског преврата 1903. године, одржан је састанак у стану потпуковника Михаила Наумовића, на којем је Мишић изостао услед лоших личних односа. На састанку је договорено време пуча, као и да ће се пуковник Мишић са Шестим пуком из правца Официрског дома придружити завереницима пред двором у 1.55 час.
У ноћи пуча, Мишић се није појавио на договореном месту у заказано време, па су остали завереници пошли без подршке његовог пука. Касније се испоставило да се Мишић те ноћи колебао, а на акцију га је натерао његов подређени који је својевољно пошао са једном четом. Док је током ноћи трајала потрага за краљем и краљицом по дворским одајама, Мишић је окупљеним војницима саопштио лажну вест да су краљ и краљица погинули, а да је нови краљ Петар I Карађорђевић.
Учешће у пучу је омогућило Мишићу да убрзано напредује, па је одмах постао начелник општевојног одељења Министарства војног. Залагао се да власт преузме војска. Под притиском енглеске владе, Мишић је требало да буде пензионисан, али се он самовољно повукао у пензију 1906. године.

### Политичка каријера
По пензионисању, постао је члан Народне радикалне странке Николе Пашића и као њен кандидат у неготинском округу постао народни посланик. Истакао се као противник организације Уједињење или смрт (Црна рука), чији су оснивачи били млађи официри завереници из Мајског преврата.

### Први светски рат и Солунски процес
Балканске ратове је провео у пензији, а реактивиран је уочи Првог светског рата као пуковник у резерви. Био је помоћник команданта Моравске дивизије. Придружио се организацији Бела рука, коју су оснивали Петар Живковић, Јосиф Костић, Павле Јуришић Штурм и Мирослав Милисављевић, официри одани наследнику престола Александру Карађорђевићу.
Када је у септембру 1916. године покренут Солунски процес за наводни покушај убиства регента Александра Карађорђевића, Мишић је био председник судског већа Нижег војног суда. На смрт је наредне године осудио пуковника Драгутин Димитријевића Аписа, мајора Љубомира Вуловића и добровољца Радета Малобабића.
Од 1917. године, пуковник Петар Мишић командовао је Шумадијском дивизијом, која је имала истакнуту улогу у пробоју Солунског фронта. Командант друге српске армије војвода Степа Степановић у својој наредби број 67. од 3/18. септембра 1918. године написао је: „Али Шумадијска дивизија… запојена јуначким духом и вођена мудро и вешто … Овим делом Шумадијска дивизија претворила је свој споредни задатак у главни и тиме стекла славу, каква се ређе налази у историји ратне вештине“.
У чин генерала је унапређен 21. октобра 1918. године, а у децембру је постао командант Дунавске дивизијске области и то остао до смрти.
Преминуо је 29. маја 1921. године у Бечу. Сахрањен је на парцели 6, гробница 94 на Новом гробљу у Београду.
Супруга му је била Милица (1873-1930), рођена Вујић, Карађорђева чукунунука преко породице Пљакић. Живели су у Београду, на адреси улица кнеза Милоша 3 од 1906. године.

## Одликовања
- Орден Карађорђеве звезде са мачевима III и IV реда
- Орден Румунске круне II и III реда
- Орден Свете Ане
- Орден Грчког крста III реда
- Орден Легијом части III и IV реда
- Орден Белог орла III степена са мачевима
- Орден Енглеске звезде V реда
- Албанска споменица